# Uyunqimg
Uyunqimg (chinesisch 乌云其木格, Pinyin Wūyúnqímùgé; mongolisch Oyunchimeg; geboren Dezember 1942 in Beipiao, Chaoyang, Liaoning; gestorben 30. April 2024) war eine chinesische Politikerin der Kommunistischen Partei Chinas (KPCh) und unter anderem seit 2003 Vizevorsitzende des Ständigen Ausschusses des Nationalen Volkskongresses.

## Leben
Nach dem Schulbesuch studierte Uyunqimg zunächst an der Universität für Wissenschaft und Technologie im Autonomen Gebiet der Inneren Mongolei und schloss dieses Studium 1960 ab. Ein anschließendes Studium an der Parteischule der KPCh im Autonomen Gebiet der Inneren Mongolei beendete sie 1964 und war danach bis 1968 Lehrerin an der Parteischule der KPCh in Baotou, eine bezirksfreie Stadt in der Inneren Mongolei. Während dieser Zeit wurde sie 1966 Mitglied der KPCh und anschließend von 1968 bis 1979 Redakteurin der Tageszeitung Baotou Daily. Nachdem sie danach Sekretärin des Wirtschaftskomitees von Baotou wurde, war sie zwischen 1980 und 1983 Sekretärin des Stadtkomitees der KPCh von Baotou und zeitgleich Vizedirektorin der Organisationsabteilung.
Danach wurde sie 1983 Direktorin der Organisationsabteilung und zugleich Mitglied des Ständigen Ausschusses des Stadtkomitees der KPCh von Baotou. Nach Beendigung dieser Funktionen war sie zwischen 1984 und 1988 Direktorin der Frauenunion der Inneren Mongolei sowie 1987 Delegierte auf dem XIII. Parteitag der Kommunistischen Partei Chinas. Zwischen 1988 und 1994 war Uyunqimg Leiterin der Propagandaabteilung des Gebietskomitees der KPCh im Autonomen Gebiet der Inneren Mongolei sowie zugleich von 1989 bis 1994 Mitglied des Ständigen Ausschusses dieses Gebietskomitees.
Auf dem XIV. Parteitag der KPCh erfolgte 1992 ihre Wahl zur Kandidatin des Zentralkomitees der Kommunistischen Partei Chinas und 1993 ihre Ernennung zur Vizedirektorin des Komitees für die umfassende Verwaltung der Inneren Sicherheit in der Inneren Mongolei. 1994 wurde sie dann zur stellvertretenden Sekretärin des Gebietskomitees der KPCh der Inneren Mongolei berufen und 1997 auf dem XV. Parteitag als Kandidatin des ZK der KPCh bestätigt.
Nachdem sie zwischen 2000 und 2001 Vizevorsitzende der Volksregierung war, wurde sie 2001 Nachfolgerin als Yun Bulong als Vorsitzende der Volksregierung im Autonomen Gebiet der Inneren Mongolei. Auf dem XVI. Parteitag erfolgte 2002 ihre Wahl zum Mitglied des ZK der KPCh sowie 2007 auf dem XVII. Parteitag ihre Wiederwahl. 2003 wurde sie als Vorsitzende der Volksregierung der Inneren Mongolei von Yang Jing abgelöst.
Seit 2003 war Uyunqimg Vizevorsitzende des Ständigen Ausschusses des Nationalen Volkskongresses, einem 150-köpfigen Gremium des Nationalen Volkskongresses, das die Arbeit der Volksvertretung zwischen den Planersitzungen wahrnimmt. Frau Uyunqimg war damit die höchste mongolischstämmige sowie die zweithöchste weibliche Repräsentantin innerhalb der offiziellen Hierarchie der Volksrepublik China nach Liu Yandong, die bis 2018 Mitglied im Politbüro der Kommunistischen Partei Chinas sowie im Staatsrat der Volksrepublik China war. Im Januar 2011 stattete sie der Bundesrepublik Deutschland einen offiziellen Besuch ab und wurde dabei unter anderem von Helma Orosz, der Oberbürgermeisterin von Dresden, empfangen.